# Consumul chimic de oxigen
Consumul chimic de oxigen (CCO) reprezintă totalitatea substanțelor din apă care se pot oxida sub acțiunea unui agent oxidant. Determinarea consumului  chimic de oxigen sau oxidabilitatea apei aduce informații asupra cantității de substanțe oxidabile.

## Introducere
Substanțele organice din apă nu au efect nociv asupra organismului uman și nici nu limitează folosirea apei. Importanța lor sanitară constă în faptul că ele sunt indicatoare ale poluării apei cu alte elemente mai ales cu microorganisme, care reprezintă un risc epidemiologic pentru populație.
Substanțele organice  pot fi naturale (proprii solului din care sunt antrenate în straturile de apă) sau artificiale, provenite prin poluare. Ele mai pot fi de natură vegetală sau animală, ultimele fiind în general spontane unei densități mai crescute de microorganisme.
În aprecierea poluării apei o semnificație deosebită o prezintă creșterile bruște ale valorilor materiei organice, ceea ce ridică intervenția unei poluări.
Substanțele organice din apă se determină prin oxidarea materiei organice cu oxidanți permanganat de potasiu (KMnO4) sau dicromat de potasiu (K2Cr2O7).
Cantitatea de substanțe organice din apă se exprimă din consumul chimic de oxigen  de (CCO), care reprezintă cantitatea de oxigen necesară oxidării substanțelor organice în prezența unui oxidant puternic. Cantitatea de oxigen echivalentă cu consumul de oxidant se mai numește și oxidabilitate. Rezultatul determinării oxidabilității se exprimă în mg echivalent oxigen cu conținutul de oxidant la un litru de probă. 
În practica curentă sanitară oxidantul cel mai folosit este KMnO4.
Principiul metodei:
KMnO4 oxidează substanțele organice din apă în mediul acid și la temperatură, apoi excesul de KMnO4 se titrează cu acid oxalic.

## Mersul lucrării
- Reactivi: KMnO4, sol (0,1 N ) acid oxalic, sol (0,1 N ) acid acid sulfuric 1/3 cu apă distilată.
- Ustensile necesare: pahar Erlenmeyer 250ml, pipete 5 ml, 10 ml, spatulă burete de 25 ml, reșou cu sită.

## Modul de lucru
Într-un balon Erlenmayer se  măsoară 100 ml de probă de apă peste care se adaugă + + acid sulfuric 5 ml diluat cu apă distilată 1/3, + 10 ml KMnO4 - se fierbe timp de 10 min, pe sită, apoi se lasă să se răcească până la 60-70 grade și se + 10 acid oxalic care va neutraliza cantitatea de KMno4 rămas în exces; lichidul se va decolora complet și în soluție va rămâne un exces de acid oxalic; proba decolorată se titrează cu KMno4 până la apariția unei colorații roz palid persistentă.
Cantitatea titrantului reprezintă cantitatea de KMnO4 consumată la oxidarea substanțelor aflate la cele 100 ml de probă.
Efectuarea calculelor : 
mg  KMnO4  \l = [ (n+m)* f – n2 ] * 0,316*1000\v
unde : 
n – cantitatea de KMnO4 adăugată inițial în probă 
n1- KMnO4 folosit la titrarea probei 
n2 – acid oxalic adăugat în proba pentru decolorare  
f – factorul soluției de KMnO4 mg\ml 
0,36 cantitatea de KMnO4 în mg corespunzătoare la un ml de KMno4 
v- cantitate probei de analizat 
pentru a exprima rezultatul în mg de oxigen la litru se înmulțește rezultatul cu 0,25 (echivalentul de oxigen într-un mg de KMno4) 
În situațiile în care apa prezintă un conținut de cloruri de peste 300 mg la litru oxidarea substanțelor organice se face după aceleași principii, dar în mediul alcalin.